# Powiat de Słupsk
Le district de Słupsk (en polonais : powiat słupski) est une entité administrative de la Pologne faisant partie de la voïvodie de Poméranie. Sa population était de 97 341 habitants en 2013 et sa superficie est de 2 304 km². 
La ville de Słupsk est le chef-lieu du district.

## Division administrative

Carte du powiat

Le powiat est constitué de 10 communes (gminy) :
- 1 commune urbaine : Ustka ;
- 8 communes rurales : Damnica, Dębnica Kaszubska, Główczyce, Kobylnica, Potęgowo, Słupsk, Smołdzino, Ustka ;
- 1 commune mixte : Kępice.